# TomTom
TomTom (Euronext TOM2), és una companyia dels Països Baixos, fabricant de sistemes de navegació per a automòbils, motocicletes, PDA's i telèfons mòbils. És el principal fabricant de sistemes de navegació a Europa, amb oficines a Amsterdam, Londres, Taipei, Xangai, Eindhoven, Estocolm, Edimburg, Madrid, Lisboa, Sydney, Berlín, Leipzig, Múnic, Milà, Istanbul i París.

## Història
El 1991, Peter-Frans Pauwels i Pieter Geel, acabats de graduar a la Universitat d'Amsterdam, van començar a desenvolupar aplicacions per a la primera generació de computadores de mà en la companyia Palmtop. En aquell moment, la majoria de les aplicacions estaven orientades als negocis, però amb l'èxit de les sèries Psion, començava a estar clar que la gent també necessitava organitzadors personals. L'empresa va iniciar el desenvolupament comercial d'aplicacions, incloent diversos diccionaris, productes de finances personals, jocs i planificadors de rutes.
Aquestes aplicacions van aconseguir vendes a nivell mundial que van permetre incorporar a l'equip a Corinne Vigreux el 1994. El mercat de dispositius de mà es va expandir ràpidament, sobretot després de l'èxit del Palm Pilot el 1996, i el creixement de la primera generació dels dispositius basats en el Sistema Operatiu de Microsoft. Palmtop desenvolupava aplicacions per a tots aquests dispositius.
El 2001, Harold Goddijn, ex-CEO de Psion, es va convertir en el quart soci, i va canviar el nom de la companyia a TomTom. TomTom va llançar el primer sistema mòbil de navegació per cotxe, el TomTom Navigator.
El TomTom Navigator 2 va arribar al mercat la primavera del 2003. TomTom va persuadir Mark Gretton, ex-CTO de Psion per liderar un equip de maquinari, per tal de desenvolupar tot un nou producte de navegació. Alexander Ribbink, ex-Vice President de Mars Incorporated, va arribar a TomTom el novembre de 2003 per dirigir el màrqueting de la creixent gamma de productes. El TomTom GO, un sistema de navegació independent per a cotxes, va aparèixer a la primavera del 2004. A la tardor, la companyia va anunciar el TomTom Mobile, una nova solució de navegació que permetia executar un sistema de navegació de cotxe en un telèfon intel·ligent.
TomTom va entrar en borsa el 27 de maig del 2005. Fou inclosa en el Euronext Amsterdam sota el símbol TOM2. La companyia va créixer aproximadament 125 milions d'euros fins a la seva primera oferta pública de valors entrant en l'Índex AEX el 2 de març de 2006.
L'any 2007, els productes de navegació TomTom eren utilitzats per més de 200 000 usuaris a 16 països. La societat, basada a Amsterdam, posseeix despatxos a Londres i als Estats Units. El seu mercat cobreix el conjunt d'Europa, Amèrica del Nord i Amèrica central.
El juliol 2007, la societat llançà una OPA sobre la societat Tele Atlas, proveïdor de dades geogràfiques per als fabricants de sistemes de navegació. Una contra-oferta va ser feta pel competidor Garmin l'octubre abans que Tom Tom no apugés l'oferta a principis de novembre, per a la suma de 2,9 mil milions d'euros. L'operació fou aprovada pels accionistes a partir de juny de 2008.
Fites destacades de la marca:
- 1991: TomTom es funda a Amsterdam per iniciativa de Pieter Geel, Peter-Frans Pauwels i Corinne Vigreux
- 1998: Set anys després aconsegueix convertir-se en líder en programari per PDAs
- 2001: Amb l'arribada de Harold Goddijn a la presidència, TomTom s'especialitza en sistemes de navegació per a vehicles
- 2002: Apareix el primer producte de navegació per PDAs, el TomTom Navigator
- 2003: Aparició de TomTom Navigator 2 i començament del desenvolupament d'un producte de navegació tot en un
- 2004: Surt al mercat el TomTom GO, primer dispositiu de navegació portàtil i producte emblemàtic de la companyia
- 2005: Llançament de TomTom RIDER, primera solució de navegació per a motocicletes i scooters. Adquisició de Datafactory AG
- 2006: TomTom es fa amb Applied Generics Limited
- 2007: Creen la unitat de negoci AUTO amb 90 enginyers d'automoció. S'incorpora als productes el reconeixement de veu.
- 2008: TomTom completa l'adquisició de Tele Atlas, un dels principals proveïdors de mapes digitals

## Productes i serveis

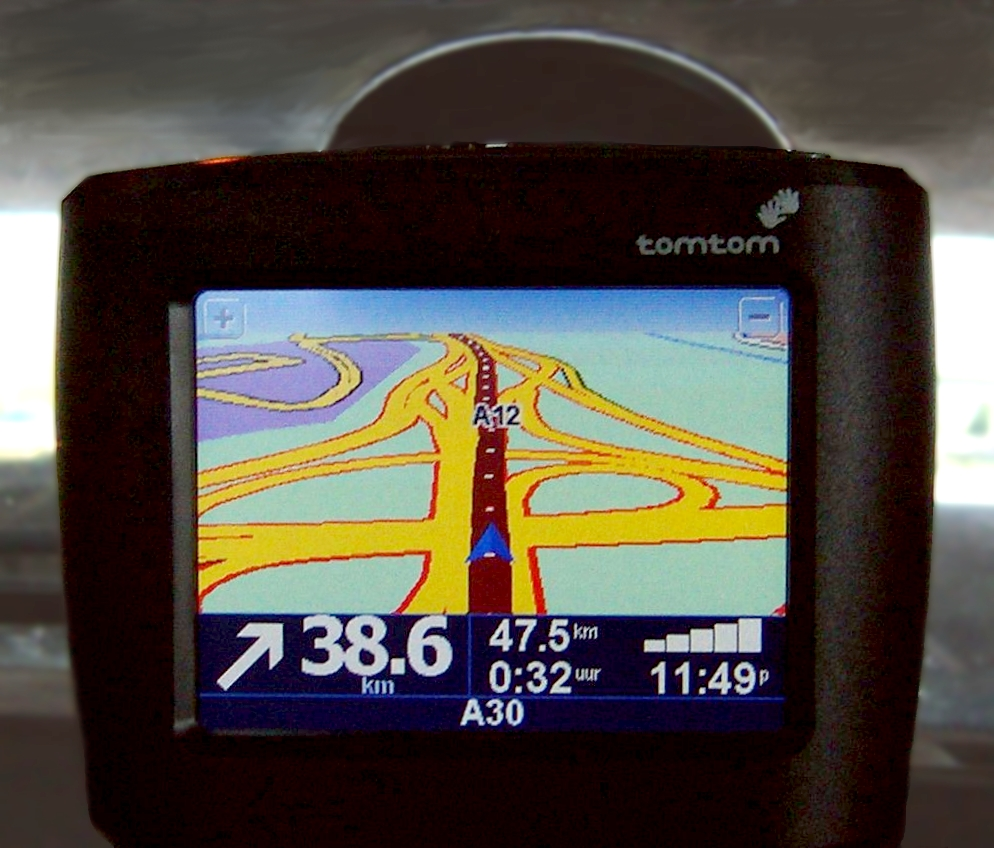
TomTom One instal·lat al parabrisa d'un cotxe

### Tecnologies
- Tecnologia IQ Routes: calcula la ruta més ràpida a qualsevol hora del dia, basant-se en l'experiència de conducció de milions d'usuaris de TomTom. Permet predir de la durada de les rutes i les estimacions de retards. Els càlculs del dispositiu tenen en compte els factors que poden perllongar el viatge en funció de dades objectives, resultants d'anys de recopilar mesuraments anònimes mitjanes de la velocitat a les diferents vies.
- TomTom Map Share: possibilita beneficiar-se dels milers de correccions gratuïtes que la comunitat d'usuaris de TomTom s'efectua cada dia a través del web.
- EasyPort: sistema de subjecció ultracompacte per a dispositius portàtils, inclòs en les gammes START, ONE i XL. El suport permet el plec del dispositiu sobre la part de darrere, de manera que el conjunt resulta prou petit com per cabre en qualsevol bossa, butxaca o guantera quan no està utilitzant-se.
- Tecnologia Open LR: Tecnologia de geoposicionament dinàmic com estàndard obert per a la indústria de la navegació, mapes i ITS. Dissenyada per als sistemes d'informació de trànsit i guies de rutes dinàmiques. Pot ser fàcilment adaptada als requisits dels integradors de sistema i la comunitat tècnica pot contribuir a millorar-la amb les seves idees.
- HD Traffic: Servei TomTom basat en mesures anònimes de telèfons mòbils en moviment, que en una proporció notable estan en automòbils. L'anàlisi d'aquestes dades facilita informació de les carreteres principals i secundàries. El servei HD Traffic s'optimitza amb la informació que els usuaris de TomTom comparteixen anònimament amb la resta, la qual cosa proporciona informació més fiable i per territoris més extensos.

### Divisions
TomTom basa la seva activitat en quatre línies de negoci: PND (Dispositius de navegació portàtil de consum), WORK (gestió de flotes de vehicles), Automotive (Àrea d'automoció de creació de productes per a la indústria de fabricants d'automòbils) i Tele Atles (companyia de subministraments i creació de mapes digitals).
Pel que fa als smartphones, l'empresa neerlandesa ha sortit una aplicació per a iOS sobre l'AppStore en agost 2009 i per a Android sobre el Play Store en octubre 2012

### TomTom WORK Active
TomTom WORK Active està format per tres components:
- TomTom GO 7000: la navegació per a conductors professionals que permet mantenir la connexió amb l'oficina.
- TomTom LINK 300: una petita caixa negra instal·lada al vehicle que serveix com un HUB permanent per a l'oficina.
- TomTom WEBFLEET: permet la coordinació de moviments des de l'oficina així com control els vehicles comercials en línia, realitzar informes, i enviar i rebre missatges. Disponible les 24 hores del dia des de qualsevol PC amb accés a Internet.

TomTom WORK Compact està format per dos components:
- TomTom GO 9000: integra la manera GSM/GPRS. Permet l'enviament de missatges de dues maneres diferents així com la transmissió d'informació de la posició des del TomTom GO 9000 als i TomTom WEBFLEET.
- TomTom WEBFLEET: permet la coordinació de moviments des de l'oficina així com el control dels vehicles comercials de manera online, la realització d'informes, i l'enviament i recepció de missatges. Disponible les 24 hores del dia des de qualsevol PC amb accés a Internet.

### Tele Atlas
Tele Atlas és una companyia especialitzada a proveir de mapes digitals i contingut dinàmic. La informació constitueix la base d'una àmplia gamma de sistemes de navegació particulars en les aplicacions per a mòbil i Internet que permeten els usuaris trobar les persones, llocs, productes i serveis que necessiten, siguin on siguin. La companyia treballa a més amb Business Partners que confien la seva base de dades de mapes digitals per al desenvolupament d'aplicacions crítiques com emergències, negocis, flota, així com serveis i infraestructures.
3. Automoció: creació de productes per a la indústria de fabricants d'automòbils
a. BU Automotive busca la integració de la tecnologia al tauler de control gràcies a l'experiència en automoció. L'octubre del 2007, es va anunciar la disponibilitat del primer dispositiu de navegació integrat en les ràdios dels cotxes Toyota. En l'actualitat segueixen expandint el seu mercat de navegació integrada per tot el món.
b. Els principals models disponibles a Espanya són Blue & me i Carminat així com els models integrats i semi-integrats. Les marques amb les quals treballa actualment TomTom són: FIAT, SEAT, Renault i Ford.
automocions
TomTom ha creat cooperacions amb diversos constructors automoció. El més important és aquell amb Renault on s'és venut més de 2 milions de Carminat TomTom/LiVE entre 2008 i 2015
R-Link és un produït on 
| « | Renault a travaillé en étroite collaboration avec le leader du GPS : TomTom | » |

: TomTom .

#### TomTom PND
És el principal focus de negoci de TomTom, es divideix en diverses àrees:

##### Mòbil iPDA
TomTom app per a iPhone i iPod touch: tecnologia de navegació pas a pas dissenyada en exclusiva pel iPhone o iPod Touch. L'aplicació ofereix les mateixes característiques de TomTom, incloent-hi la tecnologia IQ Routes i la indicació de carrils a la carretera.
La versió 1.3 de l'aplicació inclou funcions com:
- Recerca local mitjançant Google
- Zoom tàctil
- Mode dia/nit automàtic que calcula quan surt i es pon el sol per definir la brillantor de la pantalla
- Regulador de música que baixa el volum de la música quan arriba una instrucció i l'incrementa després de rebre la comanda
- "Afegir al meu TomTom" que permet guardar ubicacions des d'altres aplicacions de l'iPhone
- TomTom Car Kit per a iPod Touch: inclou subjecció segura, receptor GPS integrat, instruccions per veu alta i clara, sortida d'àudio per reproduir música, gir per a una col·locació òptima, i permet la càrrega de l'iPod touch al cotxe.
- TomTom Car Kit per iPhone per instal·lació al cotxe: inclou subjecció segura, receptor GPS integrat, instruccions per veu alta i clara, trucades mans lliures, sortida d'àudio per reproduir música, gir per a una col·locació òptima, i permet la càrrega de l'iPhone al cotxe.
- TomTom Car Kit per a iPhone: inclou subjecció segura, recepció GPS, instruccions per veu alta i clara, trucades mans lliures, carrega el iPhone al cotxe, gir per a una col·locació òptima, i sortida d'àudio per reproduir música.
- NAVIGATOR 7 per telèfons intel·ligents amb Windows - Mapes i programari en targeta micro-SD: navegació al telèfon mòbil. Inclou mapa de l'Europa Occidental.

##### Motos
- TomTom RIDER Europe 2nd Edition: Inclou: pantalla tàctil de 3,5 polzades, pot usar-se amb guants, tecnologia Map Share. (actualitzacions diàries de mapes), garantia d'actualització de mapa de l'Europa Occidental, muntura RAM, i connexió de casc Card.
- TomTom Urban Rider: Inclou menú simplificat, pantalla compatible amb guants, indicació avançada de carrils, IQ Routes, Map Share.
- TomTom Rider Pro: Incorpora un auricular Bluetooth per obtenir instruccions de veu altes i clares i atendre trucades telefòniques mentre condueixen.
- TomTom RIDER 3 Edition: Inclou: pantalla tàctil de 3,5 polzades (9 cm) 320x240, pot usar-se amb guants, menú més intuïtiu (el menú principal inclou només dos botons), indicació de carrils a la carretera i IQ Routes (calcula les rutes depenent del moment del dia)

##### PND per automòbil
Està compost per tres gammes:

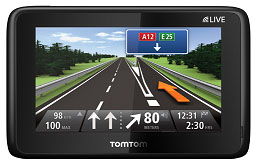
TomTom per automoció

- Gamma GO: inclou Guia Repsol, TomTom IQ Routes, mapes de Europa, EUA i el Canadà, Tecnologia TomTom Map Share, trucades mans lliures, instruccions i control per veu, tecnologia avançada de posicionament i alertes de radars fixos.
  - TomTom GO 550: mapes Espanya, Portugal i Andorra
  - TomTom GO 750: mapes EU 45
  - TomTom GO 950: mapes EU, EUA, Canadà
  - TomTom Go Live 1000: primer dispositiu de navegació de TomTom que proporciona serveis en temps real. Característiques:
- Processador ARM 11 de 500 Mhz
- Interfície basada en Webkit
- Pantalla tàctil
- TomTom HD Traffic, alerta sobre radars mòbils i recerca local a 16 països
- Connectivitat en temps real en 33 països europeus
- Integració amb aplicacions de tercers
- Descàrrega de continguts i aplicacions a través de cable o sense fils

- TomTom XXL IQ Routes Europa (Pantalla panoràmica XXL de 5 ").
- TomTom XL IQ Routes Europa 42 i Iberia (Pantalla panoràmica XL de 4,3 ").
- TomTom ONE IQ Routes Europa 42 i Iberia (Pantalla de 3.5 ").

- Gamma inicial START: inclouen Menú simplificat, Tecnologia IQ Routes (Rutes intel·ligents), Mapa d'Europa (42 països), Garantia de mapa actualitzat, Tecnologia TomTom Map Share, Fundes i carcasses de colors a joc (opcionals), i Suport EasyPort
  - TomTomStart Europe - Blanc juliol Negre i Iberia (negre)

## Punts d'Interès
Els productes de TomTom permeten fer ús dels més coneguts com a "PDI" (Punts d'Interès) o "POIs" (per les seves sigles en anglès). És possible afegir una posició al mapa, i donar-li un nom i categoria, per posteriorment accedir-hi (i usar com a destinació, per exemple). És possible assignar una imatge (icona) a la categoria, que es mostrarà al mapa. Els PDI poden ser configurats perquè s'avisi, mitjançant un so i la icona en pantalla, el conductor de la seva presència. Això ha fet que milers d'usuaris facin ús d'aquest sistema com "avisador de radars" a les carreteres. Hi ha diverses webs i fòrums que faciliten, a punt per ser incloses a la targeta de memòria del nostre TomTom/PDA/Telèfon, una sèrie de fitxers, categoritzats i actualitzats amb la llista de radars de la geografia espanyola. També existeixen per a altres països. La gamma TomTom GO inclou els punts d'interès de la Guia Repsol.

### Rellotges d'esport
l'any 2013, després d'una cooperació amb Nike[réf. desitjada], TomTom es llança sobre el mercat dels rellotges d'esport amb dues gammes de productes: TomTom Runner per a la carrera a peu i TomTom Multi-Esport qui s'adreça en més als ciclistes i als nageurs.
En setembre 2014, TomTom surt el rellotge TomTom Golfer, un rellotge GPS concebuda perquè el golfeur pugui millorar el seu joc. En març 2016, surt el nou model, TomTom Golfer 2, utilitzable sobre més de 40 000 recorro de golf al món.

## Servei en línia
Dels serveis en línia han #estar desenvolupats per permetre la gestió de les llicències, la posada al dia automàtica del programari de navegació, la posada al dia dels mapes.
Les últimes versions del programari de gestió local (Tomtom Home) gestionen els drets utilitzant un servei web qui permet de generar un codi d'activació a marxar de dos codis (codi proporcionat amb el programari i codi generat per la instal·lació del programari) sobre el périphérique mòbil.
El servei de posada al dia dels mapes (Tele Atlas racheté per Tomtom es recolza sobre el lloc cartogràfic Mapinsight
Un servei de planificació cartogràfica de recorregut incluant el info Tràfec ha #estar posats en marxa.
La utilització de produïts TomTom connectables a internet directament o pel sistema de posada a dia per ordinador pot conduir a la posada a disposició de les dades de navegació (carreteres manllevades, hora, velocitat) a societats tierces, fins i tot a governs qui els explotaran llavors com bé els sembla. Al cas d'una subscripció a serveis com TomTom HD Traffic incluant un mapa sim, la vostra posició pot haver conegut en temps real per aquests terços A tots els casos, aquestes dades són nominatives i poden identificar-vos personalment.

## Rànquing TomTom
TomTom publica un Index de Tràfec anual 2016, analitzant la taxa de congestió del tràfec a prop de 300 ciutats a través del món. El index est calculat sobre la base dels temps de recorreguts reals efectuats pels automobilistes equipats de GPS TomTom sobre diversos milions de quilòmetres cumulés. La gran nova d'aquest any és que Mexico ha robat la primera plaça a Istanbul .
A França, els embotellaments han augmentat a les tres ciutats les més embouteillées de França pel que fa a l'any precedent. París, amb un indici de 36%, conserva la seva segona plaça al rànquing. Montpeller, amb +2% pel que fa a 2014, ocupa d'ara endavant la tercera posa fent de Bordeus la quarta ciutat del rànquing i rétrogradant Lió a la cinquena plaça, aquestes dues últimes havent-hi perdut un punt pel que fa a l'any passat. Niça, en sisena posició perd igualment dos punts. Estrasburg, Tolosa, Nantes i Lilla queden pel que fa a elles estables